# Грицак Андрій Олексійович

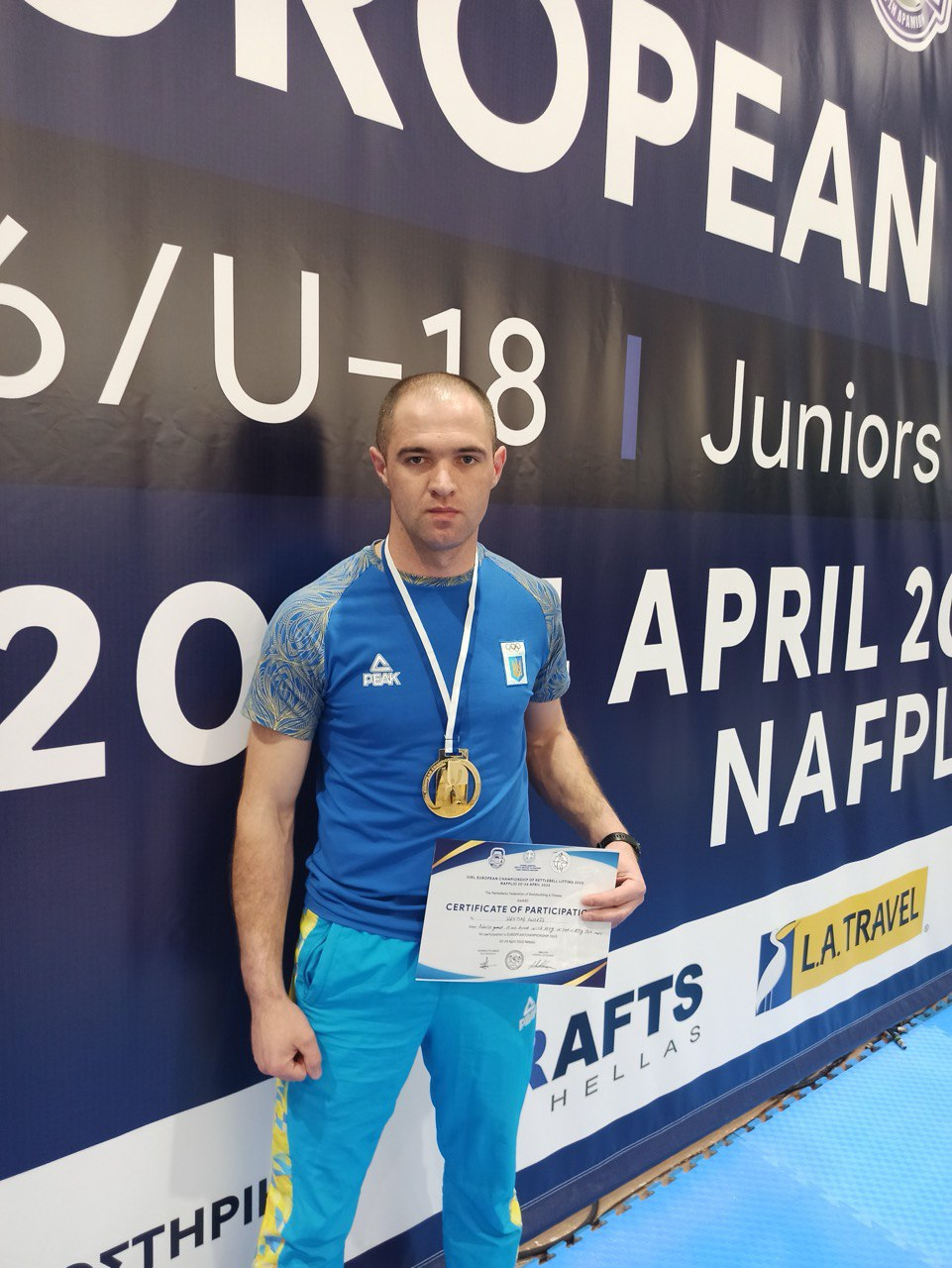
Чемпіонат Європи 2023, Нафпліон (Греція)

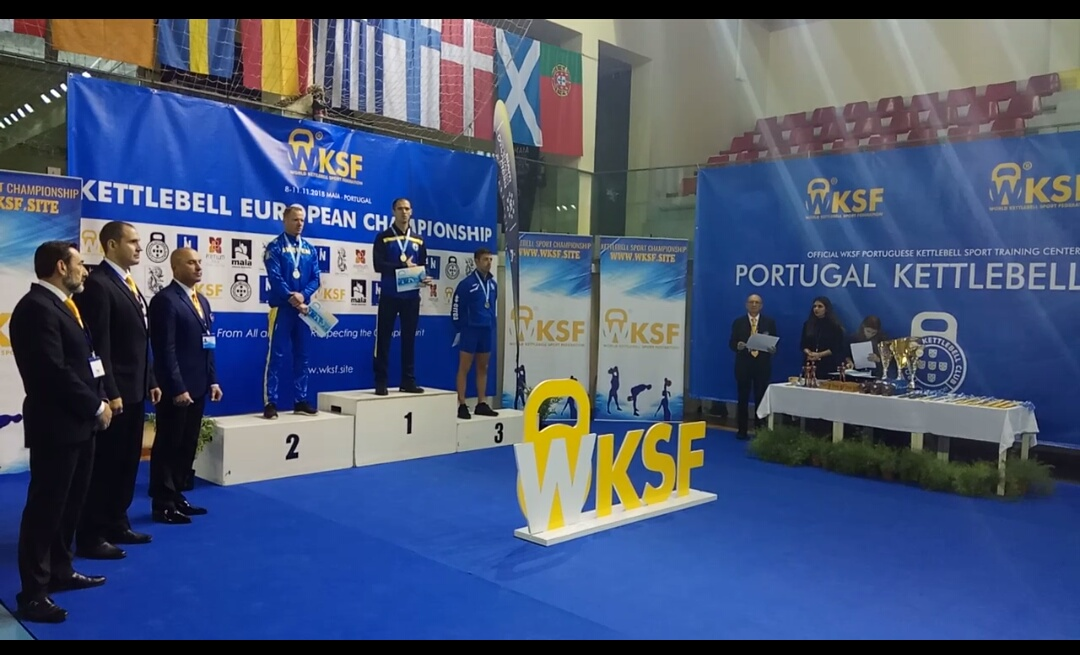
На Чемпіонаті Європи 2018р, Порто

Андрі́й Олексі́йович Грица́к (нар. 27 квітня 1992, с. Софіївка Перша, Дубенський район, Рівненська область) — український спортсмен-гирьовик, майстер спорту України міжнародного класу. Чемпіон Світу і Європи з гирьового спорту.

## Життєпис
Народився 27 квітня 1992 року в селі Софіївка Перша, Дубенського району, Рівненської області, громадянин України.
З 1 вересня 1998 року до 30 червня 2007 року навчався в Білогородській ЗОШ 1-2 ступенів, де здобув неповну загальну середню освіту.
З 1 вересня 2007 року до 30 липня 2010 року навчався в Млинівському державному технікумі ветеринарної медицини, де здобув ступінь молодшого спеціаліста за спеціальністю «бухгалтерський облік».
З 1 вересня 2010 року до 30 липня 2014 року навчався в Львівському національному аграрному університеті, де здобув ступінь магістра з обліку і аудиту.
З 1 вересня 2016 року до 27 червня 2018 року навчався в Львівському державному університеті фізичної культури, де здобув ступінь магістра за спеціальністю «тренер, викладач фізичної культури і спорту».
З березня 2014 року по листопад 2020 року працював у планово-економічному відділі в структурі Агрохолдингу PLC UkrLandFarming
З вересня 2019 року працює в Дубенській районній ДЮСШ (з 2021 року — Вербська ДЮСШ Вербської сільської ради) на посаді тренер-викладач з гирьового спорту.
З листопада 2020 року працює у Вербській територіальній громаді Дубенського району Рівненської області на посаді заступника голови громади.
23 березня 2024 року на звітно-виборчій конференції Асоціації гирьового спорту України Андрія Грицака призначено заступником голови Правління Асоціації гирьового спорту України.
На даний момент є діючим спортсменом, членом національної збірної України з гирьового спорту. Спортом вищих досягнень займається з 2014 року.

## Спортивні досягнення

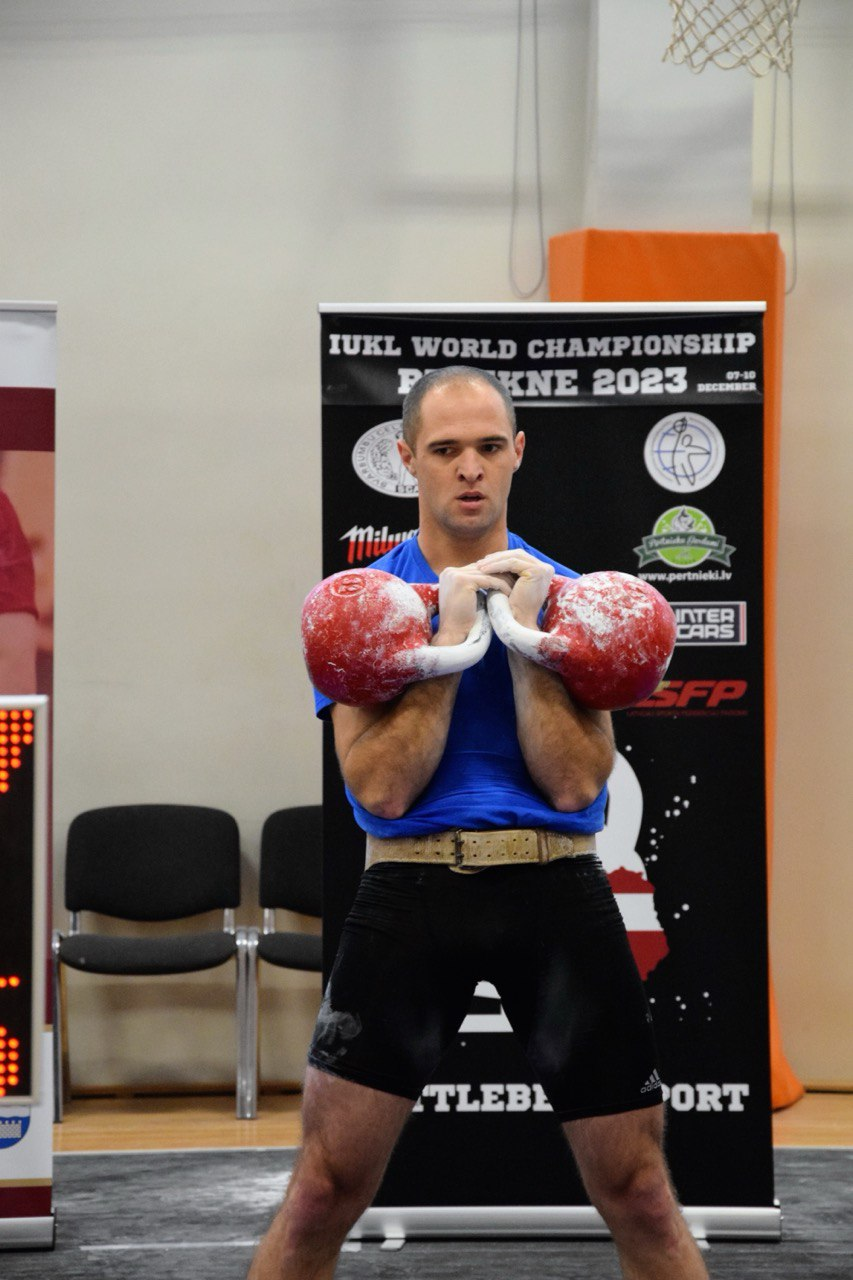
На Чемпіонаті Світу 2023, Резекне (Латвія)

- Срібний призер чемпіонату Європи 2017 року у вправі поштовх довгим циклом вагою 24 кг серед чоловіків, у ваговій категорії 95 кг м. Ужгород.
- Срібний призер чемпіонату України 2018 року (АГСУ) у вправі поштовх довгим циклом вагою 24 кг серед чоловіків, у ваговій категорії 80 кг м. Тернопіль.
- Бронзовий призер чемпіонату України 2015 року у вправі поштовх довгим циклом вагою 32 кг серед чоловіків, у ваговій категорії до 85 кг м. Рівне.
- Переможець всеукраїнського турніру «Об'єднання — запорука успіху» 2017 року у вправі поштовх довгим циклом вагою 24 кг, у ваговій категорії 95 кг. А також переможець даного турніру 2018 р. у вправі двоборство і вправі довгий цикл вагою 24 кг, у ваговій категорії 85 кг м. Ужгород.
- Переможець[1] всеукраїнського турніру «Гирьова весна» 2017 року у класичному двоборстві вагою 24 кг, у ваговій категорії 95 кг м. Володимир-Волинський.
- Срібний призер чемпіонату Світу 2018 року (WKSF) в естафеті в складі збірної України., м. Мілан (Італія).
- Бронзовий призер чемпіонату Світу 2018 року (WKSF) у вправі поштовх довгим циклом вагою 32 кг серед професіоналів, м. Мілан (Італія).
- Срібний призер Міжнародного турніру Grand Prix Ukraine 2018 року в класичному двоборстві вагою 24 кг, а також у поштовху за довгим циклом у ваговій категорії 80 кг м. Ужгород.
- Переможець чемпіонату Європи 2018 року серед клубів у складі естафетної команди України, м. Ольштин (Польща).
- Бронзовий призер чемпіонату Європи 2018 року серед клубів у вправі поштовх за довгим циклом гирі 32 кг, м. Ольштин (Польща).
- Срібний призер чемпіонату України 2018 року (СГСУ) у вправі поштовх довгим циклом вагою 32 кг (60 підйомів) серед чоловіків, у ваговій категорії до 78 кг м. Харків.
- Срібний призер Кубка України 2018 року (АГСУ) у вправі поштовх довгим циклом вагою 24 кг серед чоловіків, у ваговій категорії 80 кг м. Львів (101 підйом).
- Переможець чемпіонату Європи 2018 року (WKSF) у вправі поштовх довгим циклом вагою 32 кг серед професіоналів, м. Порту (Португалія).
- Переможець чемпіонату Європи 2018 року (WKSF) в естафеті (разом з Андрієм Яремусом, Василем Потокієм, Володимиром Поручіковим і Миколою Ткачуком), м. Порту (Португалія).
- Бронзовий призер Всеукраїнського турніру пам'яті проф. Ю. О. Резнікова 2018 року, класичне двоборство, вагова категорія до 85 кг, гирі 24 кг м. Львів.
- Переможець 2-го етапу Світової ліги IKO (Kettlebell sport world league) 2019 року, у вправі поштовх довгим циклом вагою 32 кг серед професіоналів, м. Варшава (Польща).
- Переможець Чемпіонату України 2019 року (АГСУ) у вправі поштовх довгим циклом вагою 24 кг серед чоловіків, у ваговій категорії 80 кг м. Дубно (102 підйоми).
- Бронзовий призер Чемпіонату України 2019 року (АГСУ) в естафеті 3хв.*3 чол. вагою 24 кг серед чоловіків від команди Рівненської області, разом з Степанюком Тарасом і Васінським Романом.
- Переможець клубного чемпіонату Європи 2019 року в складі клубу Fit — Life Ужгород, у вправі поштовх довгим циклом 2*28 кг у ваговій категорії до 86 кг (70 підйомів), м. Варшава (Польща).
- Бронзовий призер Чемпіонату України 2019 року (СГСУ) у вправі поштовх довгим циклом вагою 32 кг (57 підйомів) серед чоловіків, у ваговій категорії до 78 кг м. Хмельницький.
- Переможець Кубка України 2019 року (АГСУ) у вправі поштовх довгим циклом вагою 24 кг серед чоловіків, у ваговій категорії 80 кг м. Київ (103 підйоми).
- Переможець чемпіонату Європи 2019 року (WKSF) в естафеті (разом з Василем Середюком, Романом Сіправським, Василем Михайлінчиком і Сергієм Кожушком), м. Ужгород (Україна).
- Срібний призер чемпіонату Європи 2019 року (WKSF) у вправі поштовх довгим циклом вагою 32 кг серед професіоналів, м. Ужгород (Україна).
- Бронзовий призер чемпіонату Європи 2019 року (WKSF) у вправі двоборство, гирями вагою 32 кг серед професіоналів, м. Ужгород (Україна).
- Переможець Всеукраїнського турніру пам'яті проф. Ю. О. Резнікова 2019 року, класичне двоборство, вагова категорія до 85 кг, гирі 24 кг м. Львів.
- Переможець Відкритого Чемпіонату Західної України 2020 року, класичне двоборство, вагова категорія до 87 кг, гирі 24 кг м. Львів.
- Переможець Онлайн Чемпіонату Європи 2020 року (IKSF), у вправі поштовх довгим циклом серед чоловіків у ваговій категорії до 85 кг, гирі 32 кг (62 підйоми).
- Переможець Онлайн Кубку Світу 2020 року (WKSF), у вправі поштовх серед професіоналів у ваговій категорії до 87 кг, гирі 32 кг (96 підйомів).
- Переможець Всеукраїнського турніру «Кубок Незалежності» 2020 року, у двоборстві серед чоловіків у ваговій категорії до 87 кг, гирі 24 кг.
- Срібний призер чемпіонату України 2020 року (СГСУ) у вправі поштовх довгим циклом вагою 32 кг серед чоловіків, у ваговій категорії до 85 кг м. Київ.
- Бронзовий призер чемпіонату України 2021 року (СГСУ) у вправі поштовх довгим циклом вагою 32 кг серед чоловіків, у ваговій категорії до 85 кг м. Київ.
- Переможець Чемпіонату України 2021 року (АГСУ) у вправі поштовх довгим циклом вагою 24 кг серед чоловіків, у ваговій категорії 87 кг м. Ужгород.
- Переможець Чемпіонату України 2021 року (АГСУ) у вправі двоборство вагою 24 кг серед чоловіків, у ваговій категорії 87 кг м. Ужгород.
- Срібний призер чемпіонату України 2021 року (АГСУ) в естафеті 3хв.*3 чол. вагою 24 кг серед чоловіків від команди Рівненської області, разом з Новаком Юрієм і Сердюком Іваном.
- Срібний призер Кубку Європи 2021 року (МСГС) в естафеті довгим циклом 3хв.*4 чол. вагою 32 кг серед чоловіків у складі збірної команди України, разом з Рибіним Олександром, Бербеничуком Валентином і Комендантом Олександром. На цих змаганнях виконав норматив майстра спорту міжнародного класу (33 підйоми).
- Переможець чемпіонату Світу 2021 року (WKSF) в двоборстві гирями вагою 32 кг серед професіоналів, м. Ванцагелло (Італія).
- Срібний призер чемпіонату Світу 2021 року (WKSF) у вправі поштовх довгим циклом гирями вагою 32 кг серед професіоналів, м. Ванцагелло (Італія).
- Переможець Кубку України 2021 року (АГСУ) у вправі поштовх довгим циклом вагою 24 кг серед чоловіків, у ваговій категорії 87 кг м. Збараж.
- Переможець чемпіонату Світу 2022 року (WKSF) в двоборстві гирями вагою 32 кг серед професіоналів, м. Порту (Португалія).
- Переможець чемпіонату Світу 2022 року (WKSF) у вправі поштовх довгим циклом гирями вагою 32 кг серед професіоналів, м. Порту (Португалія).
- Бронзовий призер Кубку Європи 2022 року (СГСУ) у вправі поштовх вагою 32 кг серед чоловіків, у ваговій категорії до 85 кг м. Острув-Великопольський (Польща).
- Срібний призер Кубку Європи 2022 року (СГСУ) у вправі поштовх довгим циклом вагою 32 кг серед чоловіків, у ваговій категорії до 85 кг м. Острув-Великопольський (Польща).
- Переможець Кубку Європи 2022 року (СГСУ) у вправі естафета поштовх вагою 32 кг серед чоловіків, м. Острув-Великопольський (Польща).
- Бронзовий призер Чемпіонату України 2022 року (СГСУ) у вправі ривок з довільною зміною рук вагою 32 кг серед чоловіків, у ваговій категорії 95 кг м. Львів.
- Переможець Чемпіонату України 2023 року (СГСУ) у вправі ривок з довільною зміною рук вагою 32 кг серед чоловіків, у ваговій категорії 85 кг с. Поляниця (Буковель).
- Срібний призер чемпіонату України 2023 року (СГСУ) в естафеті 3хв.*4 чол. вагою 32 кг серед чоловіків від команди Рівненської області, разом з Макаренком Іваном, Фесюком Миколою і Сердюком Іваном. с. Поляниця.
- Переможець Чемпіонату України 2023 року (АГСУ) у вправі поштовх довгим циклом вагою 24 кг серед чоловіків, у ваговій категорії 87 кг м. Ужгород.
- Бронзовий призер чемпіонату України 2023 року (АГСУ) в естафеті 3хв.*3 чол. вагою 24 кг серед чоловіків від команди Рівненської області, разом з Грицуняком Ігорем і Сердюком Іваном. м. Ужгород.
- Переможець Кубку Європи 2023 року (СГСУ) у вправі ривок з довільною зміною рук вагою 32 кг серед чоловіків, у ваговій категорії 85 кг м. Нафпліон (Греція).
- Переможець Кубку України 2023 року (СГСУ) у вправі ривок з довільною зміною рук вагою 32 кг серед чоловіків, у ваговій категорії 85 кг м. Київ.
- Срібний призер Кубку України 2023 року (СГСУ) в естафеті 3хв.*4 чол. вагою 32 кг серед чоловіків від команди Рівненської області, разом з Макаренком Іваном, Фесюком Миколою і Сердюком Іваном. м. Київ.
- Срібний призер Кубку України 2023 року (АГСУ) в двоборстві вагою 24 кг серед чоловіків м. Львів.
- Бронзовий призер Кубку України 2023 року (АГСУ) в естафеті 3хв.*3 чол. вагою 24 кг серед чоловіків від команди Рівненської області, разом з Грицуняком Ігорем і Фесюком Миколою. м. Ужгород.На Чемпіонаті Світу 2023, Резекне (Латвія)
- Переможець Чемпіонату Світу 2023 року (СГСУ) у вправі ривок з довільною зміною рук вагою 32 кг серед чоловіків, у ваговій категорії 85 кг м. Резекне (Латвія).
- Срібний призер Чемпіонату Світу 2023 року (СГСУ) у вправі естафета поштовх довгим циклом вагою 32 кг серед чоловіків, м. Резекне (Латвія).
- Переможець Чемпіонату України 2024 року (СГСУ) у вправі ривок з довільною зміною рук вагою 32 кг серед чоловіків, у ваговій категорії 85 кг м. Київ.
- Бронзовий призер Чемпіонату України 2024 року (СГСУ) у вправі поштовх довгим циклом вагою 32 кг серед чоловіків, у ваговій категорії 85 кг м. Київ.
- Переможець Чемпіонату України 2024 року (АГСУ) у вправі поштовх довгим циклом вагою 24 кг серед чоловіків, у ваговій категорії 87 кг м. Дубно.
- Переможець Чемпіонату України 2024 року (АГСУ) у вправі ривок з довільною зміною рук вагою 24 кг серед чоловіків, у ваговій категорії 87 кг м. Дубно.
- Переможець Чемпіонату Європи 2024 року (СГСУ) у вправі ривок з довільною зміною рук вагою 32 кг серед чоловіків, у ваговій категорії 85 кг м. Париж (Франція).
- Переможець Кубку України 2024 року (АГСУ) у вправі поштовх довгим циклом вагою 24 кг серед чоловіків, у ваговій категорії 87 кг м. Збараж.
- Переможець Чемпіонату Світу 2024 року (СГСУ) у вправі ривок з довільною зміною рук вагою 32 кг серед чоловіків, у ваговій категорії 85 кг острів Корфу (Греція).
- Переможець Кубку України 2024 року (СГСУ) у вправі ривок з довільною зміною рук вагою 32 кг серед чоловіків, у ваговій категорії 85 кг м. Київ.
- Срібний призер чемпіонату України 2025 року (СГСУ) в ривку з довільною зміною рук вагою 32 кг серед чоловіків, у ваговій категорії 85 кг, м. Київ.
- Бронзовий призер Чемпіонату України 2025 року (СГСУ) у вправі поштовх довгим циклом вагою 32 кг серед чоловіків, у ваговій категорії 85 кг м. Київ.
- Переможець Чемпіонату України 2025 року (АГСУ) у вправі ривок з довільною зміною рук вагою 24 кг серед чоловіків, у ваговій категорії 87 кг м. Ужгород.
- Срібний призер чемпіонату України 2025 року (АГСУ) у вправі поштовх довгим циклом вагою 24 кг серед чоловіків, у ваговій категорії 87 кг, м. Ужгород.
- Срібний призер Чемпіонату Європи 2025 року (СГСУ) у вправі поштовх довгим циклом вагою 32 кг серед чоловіків, у ваговій категорії до 85 кг м. Софія (Болгарія).

| Вправа                       | 32 кг | 24 кг |
| ---------------------------- | ----- | ----- |
| Поштовх                      | 101   | 168   |
| Ривок                        | 148   | 255   |
| Поштовх ДЦ                   | 65    | 103   |
| Естафета ДЦ                  | 35    | 42    |
| Ривок з довільною зміною рук | 250   | 327   |